# Ajuste de cuentas (película de 1998)
Ajuste de cuentas (título original: Back to Even) es una película estadounidense de acción, drama y suspenso de 1998, dirigida por Rod Hewitt, que a su vez la escribió junto a Kevin Gebhard, musicalizada por Alain Auger, en la fotografía estuvo Garrett Fisher y los protagonistas son Lorenzo Lamas, Michael Paré y Herb Mitchell, entre otros. El filme fue realizado por Lions Gate Films y se estrenó el 7 de noviembre de 1998.

## Sinopsis
Un falsificador muy habilidoso le debe dinero a un corredor de apuestas peligroso, que escapa de los mafiosos, la única forma de terminar su deuda es aliarse con el corredor de apuestas. Colabora con una falsificación de patentes para autos. Pero no tienen certeza si lograran salvarse.